# 中垌镇
中垌镇，是中华人民共和国广东省茂名市化州市下辖的一个乡镇级行政单位。，总面积253.2平方公里，人口10.1万人，下辖30个行政村和2个居委会，无论面积和人口，都是化州第一大镇。

## 行政区划
中垌镇下辖以下地区：
中垌社区、兰山社区、鸭塘村、塘村、西村、高峰村、石岭村、青山村、东京塘村、山口垌村、坡头村、马路头村、杨村、杨充村、孔化村、龙头村、那洪村、白鸠地村、南合村、塘梨根村、公居村、那梨村、塘灶村、白石村、福岭村、栋背村、兰山村、瓦厂村、梨华村、番昌村、留村和陂口村。